# Геннінг (Теннессі)
Геннінг (англ. Henning) — місто (англ. town) в США, в окрузі Лодердейл штату Теннессі. Населення — 871 особа (2020).

## Географія
Геннінг розташований за координатами 35°40′55″ пн. ш. 89°34′37″ зх. д. / 35.68194° пн. ш. 89.57694° зх. д. (35.681877, -89.576901).  За даними Бюро перепису населення США в 2010 році місто мало площу 6,18 км², уся площа — суходіл.

## Демографія
Згідно з переписом 2010 року, у місті мешкало 945 осіб у 400 домогосподарствах у складі 253 родин. Густота населення становила 153 особи/км².  Було 502 помешкання (81/км²).
Расовий склад населення:
| - 75,3 % — чорних або афроамериканців - 20,1 % — білих - 3,0 % — корінних американців - 0,1 % — азіатів |

До двох чи більше рас належало 1,1 %. Частка іспаномовних становила 1,0 % від усіх жителів.
За віковим діапазоном населення розподілялося таким чином: 24,8 % — особи молодші 18 років, 62,1 % — особи у віці 18—64 років, 13,1 % — особи у віці 65 років та старші. Медіана віку мешканця становила 40,9 року. На 100 осіб жіночої статі у місті припадало 94,8 чоловіків;  на 100 жінок у віці від 18 років та старших — 83,7 чоловіків також старших 18 років.
Середній дохід на одне домашнє господарство  становив 25 835 доларів США (медіана — 21 964), а середній дохід на одну сім'ю — 31 932 долари (медіана — 27 241). Медіана доходів становила 22 321 долар для чоловіків та 25 909 доларів для жінок. За межею бідності перебувало 33,6 % осіб, у тому числі 50,0 % дітей у віці до 18 років та 22,9 % осіб у віці 65 років та старших.
Цивільне працевлаштоване населення становило 290 осіб. Основні галузі зайнятості: виробництво — 27,6 %, роздрібна торгівля — 17,2 %, освіта, охорона здоров'я та соціальна допомога — 13,4 %, публічна адміністрація — 13,1 %.